# Habenaria christianii
Habenaria christianii är en orkidéart som beskrevs av Rudolf Schlechter. Habenaria christianii ingår i släktet Habenaria och familjen orkidéer. Inga underarter finns listade i Catalogue of Life.